# Charlton Adam
Charlton Adam – wieś w Anglii, w Somerset. W 2016 miejscowość liczyła 689 mieszkańców. W 1881 roku civil parish liczyła 416 mieszkańców. Charlton Adam jest wspomniana w Domesday Book (1086) jako Cerletone.